# Tromsdalen kunstisbane
Tromsdalen Kunstisbane is de ijsbaan van Tromsø in de provincie Troms in het noorden van Noorwegen. De openlucht-kunstijsbaan is geopend in 1985 en ligt op 19 meter boven zeeniveau. De belangrijkste wedstrijd die er ooit is gehouden is het WK sprint van 1990, daarnaast zijn er enkele Noorse kampioenschappen gehouden.

## Grote kampioenschappen
Internationale kampioenschappen
- 1990 - WK sprint

Nationale kampioenschappen
- 1986 - NK allround mannen/vrouwen
- 1991 - NK sprint mannen/vrouwen
- 1995 - NK allround mannen/vrouwen
- 2003 - NK sprint mannen/vrouwen